# So Young〜過ぎ去りし青春に捧ぐ〜
『So Young〜過ぎ去りし青春に捧ぐ〜』（ソー・ヤング すぎさりしせいしゅんにささぐ、原題：致我們終將逝去的青春）は、2013年の中国映画。監督はヴィッキー・チャオ。辛夷塢の小説が原作。第26回東京国際映画祭「ワールド・フォーカス」部門でも上映された。

## キャスト
- 楊子姍
- 趙又廷
- 江疏影
- 韓庚
- 張瑤
- 包貝爾
- 黃明
- 潘虹
- 韓紅
- 楊瀾
- 佟麗婭
- 李明珠

## 受賞歴
- 第22回上海映画批評家大賞：新人監督賞
- 第29回金鶏奨：新人監督賞
- 第49回金馬奨：脚本賞
- 第15回華表奨：青年作品賞、新人賞
- 第8回アジア・フィルム・アワード：新人賞
- 第33回香港電影金像奨：両岸華語映画作品賞
- 第32回百花奨：監督賞、脚本賞